# 金山區 (台灣)
25°13′19″N 121°38′11″E / 25.221883°N 121.636427°E
金山區，舊稱「金包里」，前身「金山鄉」，位於臺灣新北市北部。金山區境內有台灣位置最北的溫泉——金山溫泉，日治時期曾在此處設置總督行館開發溫泉休憩，近年來又因溫泉旅遊的熱潮而逐漸受到重視。除此之外，由於與陽明山的交通便捷，也使金山區成為了北海岸的重要遊憩點。金山區是北濱地區的精華所在，擁有鑲嵌著突出岬角、弧形沙灘的綿長海岸線，及翠綠的山川田園，由磺溪沖積而成的肥沃平原，從大屯火山麓一直向海延伸，密佈著形狀不規則的水田。

## 歷史
起碼在於4,500年前，金山區已經有先民活動和生息。十七世紀中葉以前，本區乃平埔族凱達格蘭族金包里社群的聚居地。傳統上荷西文獻中被釐定為漢譯金包里的兩地、，學者翁佳音認為，都不是指現今的金山：（漢語文獻稱沙巴里）是指淡水社，位在今淡水區中心，領地為北海岸西半部，今淡水、三芝、石門等地；的本社址在今基隆仁愛區，領地為北海岸東半部，現今的基隆、萬里、金山等地。:77-80,106-111另說有人曾在磺溪發現金沙（其實是硫，金山地區不產黃金，九份與金瓜石才產金），故以「金包里」稱之，兼顧音義雙譯。

### 史前
金山區擁有豐富的考古遺址與文化遺物，而且是台灣少數史前文化能連結近代原住民族文化傳承的地區之一。從東北角的雙溪河口流域延續到金山區一帶，概屬於舊社文化的分布區域。本區的原住民族，就是最具海洋文化特色的馬賽人-金包里社群。大屯山麓特產之硫磺，成為北部原住民與外來者，荷蘭人與漢人，貿易的主要商品。

### 西班牙時期
西班牙人據北台灣16年，分三個省區: 淡水省區(大雞籠/金包里地區及淡水地區)、噶瑪蘭省區及哆囉滿省區，金包里地區則包含2到3個村落。記載金包里人活動範圍已經達到淡水河口，並控制部分硫磺礦產。

### 荷蘭時期
1642年8月21日荷蘭人北上攻打雞籠，25日占領西班牙人的城堡。1642年9月22日，北濱的大雞籠社、金包里社及三貂社等就表達願將土地獻給荷蘭東印度公司，荷蘭人也分贈親王旗給各社，文獻記載金包里社於1647年有84戶、288人，1655年有48戶、157人。

### 鄭氏時期
鄭氏末年1682年，鄭軍為防範清軍進攻，在雞籠部署重兵鎮守，對雞籠、淡水周邊原住民男女老幼橫征暴斂以供軍需，族人不堪奴役起而抗暴，雞籠、淡水直到新港、竹塹諸社皆起而響應。:146

### 清朝時期
金包里社首度出現在1700年（康熙39年）郁永河的《裨海紀遊》，乃台來漢人對北海岸某一原住民村落的命名。自1684年（康熙23年）到1894年（光緒20年），落入清廷的管轄。金包里社於1684年（康熙23年）屬福建省台灣府諸羅縣，1723年（雍正元年）改隸福建省台灣府淡水廳，1875年（光緒元年）又改隸福建省台灣府基隆廳，1888年（光緒14年）再度改為台灣省台北府基隆廳轄下。郁永河在裨海紀遊曾描述「金包里是淡水小社，亦產硫，人性巧智。」清朝嚴禁採硫，但依當時美國人李讓禮觀察，私採偷製者仍多，於大油坑結聚成村落。

### 日本統治時期
早期金包里堡，包含今日金山區與萬里區。大正9年（1920年），台灣實施州郡街庄制，改為日式地名金山，設金山，隸屬台北州基隆郡。
| 時間             | 行政區所屬         |
| 1895年(明治28年) | 台北縣基隆支廳     |
| 1897年(明治30年) | 台北縣金包里辨務署 |
| 1898年(明治31年) | 台北縣基隆辨務署   |
| 1901年(明治34年) | 基隆廳金包里支廳   |
| 1909年(明治42年) | 台北廳金包里支廳   |
| 1920年(大正9年)  | 台北州基隆郡       |

### 臺灣戰後時期
1945年臺灣戰後時期後，改設臺灣省臺北縣金山鄉。2010年12月實施五都改制，改為新北市金山區。

## 地理
金山區主要由大屯山北麓紅土階地，及磺溪、金包里溪、員潭溪與西勢溪沖積的平原所構成。

### 地形
金山平原乃三角洲平原，磺港半島則為質地較硬的五指山層，半島尖端則形成海上燭台與岩礁。金山岬向東北方延伸，隔國聖灣與野柳岬相望。沙丘發達，磺溪迂迴繞海灘出海。

#### 特殊火山地形
金山區的北、西、南三邊被火山地形圍繞，可再細分地形為火山口、火山體、熔岩台地、火山窪地以及噴氣孔。

##### 火山口
- 磺嘴山火山

位於重和里南邊，火山口形成長130、寬30公尺的水池磺嘴池。磺嘴山與大油坑之間有另一馬蹄狀的火山口，高約860公尺，乃昔日採硫磺的礦場。
- 大油坑火山口

於本區最南端與台北市士林區交界處，現今劃入陽明山國家公園。
- 竹子山火山口

於本區重和里與三芝區、台北市北投區交界處，火山口位於竹子山（高度1095m）的南側，乃北磺溪的發源地。

##### 火山體
有錐狀的磺嘴山，主要為角閃兩輝安山岩組成。及大屯火山群的第二高峰的竹子山，東坡坡度陡峻，其熔岩流範圍相當廣，向北可達富貴角與麟山鼻。

##### 熔岩台地
磺嘴山噴發熔岩，向北流在本區形成秀峰坪—大孔尾以及硫磺仔坪台地，向東南流於萬里區形成鹿堀坪及大坪台地，向西北流將重和里八煙一帶切割成八煙以及高厝兩處低緩平地。

##### 火山窪地
位於本區三界里與兩湖里，倒照湖與西勢湖一帶，窪地開口向東南，可能受磺溪西北—東南向的支流侵蝕所致。

##### 噴氣孔
大屯火山區的噴氣孔分布在金山斷層以東，北投到金山沿線之間，長18公里的硫氣孔。在金山區主要有4處：
- 大油坑：乃台灣硫磺的主產地。
- 八煙：位於八煙台地的北緣。
- 死磺仔坪：於磺嘴山西北麓，產硫磺及白土。
- 焿子坪：於磺嘴山東北麓，萬里磺溪之發源地，又名磺山。

### 地質
在250萬年前形成了金山到新莊的逆衝斷層，斷層線上的破裂地帶引起的火山活動，延續到50萬年至約30萬年前左右才漸漸休止，是為大屯火山群，而位在這條逆衝斷層上的金山區，也產生許多源源不絕的溫泉水脈。本區地層依序由老而新為：中新世早期與晚期的沈積岩、更新世大
屯火山熔岩、現世沖積層砂丘。火成岩分佈在本區東西兩側，因大屯火山群的熔岩覆蓋而成，地層多屬更新世之火山岩。沈積岩則多屬中新世晚期，分佈於本區西北方，沖積層則沿磺溪沿岸分佈，至下游堆積成一沖積平原。

### 溫泉
大屯火山群的溫泉地熱活動，分佈在北投與金山間，長約18公里寬約3公里之狹長地帶。熱源由深部向上儲存於五指山層，在七星山馬槽區下方最熱，而火山碎屑岩受熱水換質作用矽化形成黏土，形成本區溫泉之良好覆蓋層，金山岬的溫泉區，正是五指山層於金山區的露出點。

### 水文
金山沖積平原之含水層，由第四紀未固結現代沖積層所構成，礫石、粗砂及砂土等未固結材料，厚度約200公尺，原生孔隙、高滲透性、孔隙連通良好，可由自身的水力坡，輸出相當可觀的水量。
轄區內有大小數十條溪流，以磺溪最大，北磺溪出自七星山北麓。另兩條較主要的河流為清水溪與西勢溪，清水溪源自兩湖里葵扇湖山頭，則西勢溪以西湖里西勢湖山頂為發源地。

#### 危險水域
金山區危險水域有9處
- 水尾漁港右側沙灘
- 水尾一線天岩岸
- 磺港漁港旁沙灘
- 磺溪出海口兩側沙灘
- 中角珠沙灣海域

- 中角漁港
- 永興漁港
- 水尾附近海域
- 中角、沙珠灣附近海域

### 洋流
金山海域的洋流，春夏季時，是自巴士海峽的黑潮暖流，秋末後則是從日本、琉球群島來的親潮寒流，而黑潮帶來的乃北部海域最重要的漁產來源。除了魩仔魚以外，黑潮洋流所帶來的鰹、鮪等魚種，親潮寒流在北部海域帶來另一個魚汛，主要為南返的黑潮迴游魚類，包括馬加（土托）、白腹仔、闊腹仔等大型魚，另外還有鰆魚。

### 氣候
本區氣候的特色為:
1. 受海洋調節，冬暖夏涼，熱季有8個月涼季有4個月。
2. 雨量多雨日多，冬雨型明顯，年雨量3000公厘以上。
3. 雲量多，日照率低。
4. 冬季風速大，強風日數多，夏季多西南風，冬季多東北風。

| 金山(平均數據2010–2023 極端數據2010–present)                                                                                      | 金山(平均數據2010–2023 極端數據2010–present) | 金山(平均數據2010–2023 極端數據2010–present) | 金山(平均數據2010–2023 極端數據2010–present) | 金山(平均數據2010–2023 極端數據2010–present) | 金山(平均數據2010–2023 極端數據2010–present) | 金山(平均數據2010–2023 極端數據2010–present) | 金山(平均數據2010–2023 極端數據2010–present) | 金山(平均數據2010–2023 極端數據2010–present) | 金山(平均數據2010–2023 極端數據2010–present) | 金山(平均數據2010–2023 極端數據2010–present) | 金山(平均數據2010–2023 極端數據2010–present) | 金山(平均數據2010–2023 極端數據2010–present) | 金山(平均數據2010–2023 極端數據2010–present) |
| 月份 | 1月                                          | 2月                                          | 3月                                          | 4月                                          | 5月                                          | 6月                                          | 7月                                          | 8月                                          | 9月                                          | 10月                                         | 11月                                         | 12月                                         | 全年                                         |
| --- | -------------------------------------------- | -------------------------------------------- | -------------------------------------------- | -------------------------------------------- | -------------------------------------------- | -------------------------------------------- | -------------------------------------------- | -------------------------------------------- | -------------------------------------------- | -------------------------------------------- | -------------------------------------------- | -------------------------------------------- | -------------------------------------------- |
| 历史最高温 °C（°F） | 26.3 (79.3)                                  | 30.2 (86.4)                                  | 31.1 (88.0)                                  | 33.7 (92.7)                                  | 35.6 (96.1)                                  | 37.9 (100.2)                                 | 37.7 (99.9)                                  | 40.2 (104.4)                                 | 38.4 (101.1)                                 | 34.8 (94.6)                                  | 31.8 (89.2)                                  | 29.8 (85.6)                                  | 40.2 (104.4)                                 |
| 平均高温 °C（°F） | 18.1 (64.6)                                  | 18.8 (65.8)                                  | 21.1 (70.0)                                  | 24.6 (76.3)                                  | 27.7 (81.9)                                  | 31.1 (88.0)                                  | 33.9 (93.0)                                  | 33.6 (92.5)                                  | 31.0 (87.8)                                  | 26.4 (79.5)                                  | 23.4 (74.1)                                  | 19.3 (66.7)                                  | 25.8 (78.4)                                  |
| 日均气温 °C（°F） | 15.4 (59.7)                                  | 15.7 (60.3)                                  | 17.4 (63.3)                                  | 20.5 (68.9)                                  | 23.9 (75.0)                                  | 27.0 (80.6)                                  | 28.9 (84.0)                                  | 28.7 (83.7)                                  | 26.8 (80.2)                                  | 23.6 (74.5)                                  | 20.8 (69.4)                                  | 16.8 (62.2)                                  | 22.1 (71.8)                                  |
| 平均低温 °C（°F） | 13.2 (55.8)                                  | 13.2 (55.8)                                  | 14.4 (57.9)                                  | 17.4 (63.3)                                  | 21.0 (69.8)                                  | 23.8 (74.8)                                  | 25.2 (77.4)                                  | 25.1 (77.2)                                  | 23.7 (74.7)                                  | 21.3 (70.3)                                  | 18.5 (65.3)                                  | 14.5 (58.1)                                  | 19.3 (66.7)                                  |
| 历史最低温 °C（°F） | 3.4 (38.1)                                   | 5.1 (41.2)                                   | 6.3 (43.3)                                   | 9.4 (48.9)                                   | 13.2 (55.8)                                  | 16.7 (62.1)                                  | 22.5 (72.5)                                  | 20.9 (69.6)                                  | 18.3 (64.9)                                  | 13.4 (56.1)                                  | 9.6 (49.3)                                   | 4.5 (40.1)                                   | 3.4 (38.1)                                   |
| 平均降水量 mm（） | 247.4 (9.74)                                 | 281.5 (11.08)                                | 240.7 (9.48)                                 | 208.2 (8.20)                                 | 319.8 (12.59)                                | 301.9 (11.89)                                | 114.6 (4.51)                                 | 170.2 (6.70)                                 | 278.4 (10.96)                                | 224.4 (8.83)                                 | 245.3 (9.66)                                 | 289.2 (11.39)                                | 2,921.6 (115.03)                             |
| 平均降水天数 | 17.7                                         | 16.6                                         | 16.5                                         | 14.6                                         | 14.7                                         | 12.5                                         | 7.7                                          | 10.3                                         | 12.2                                         | 13.6                                         | 15.9                                         | 17.4                                         | 169.7                                        |
| 平均相對濕度（％） | 84.0                                         | 86.9                                         | 85.5                                         | 84.5                                         | 86.6                                         | 84.4                                         | 78.3                                         | 80.0                                         | 81.6                                         | 82.1                                         | 85.1                                         | 83.6                                         | 83.6                                         |
| 月均日照時數 | 60.7                                         | 51.1                                         | 81.7                                         | 93.0                                         | 113.4                                        | 125.0                                        | 204.7                                        | 201.7                                        | 146.1                                        | 97.2                                         | 60.2                                         | 43.7                                         | 1,278.5                                      |
| 来源1：Central Weather Administration (sun 1995–2008)                                                                             |                                              |                                              |                                              |                                              |                                              |                                              |                                              |                                              |                                              |                                              |                                              |                                              |                                              |
| 来源2：Atmospheric Science Research and Application Databank (precipitation 1995–2020, precipitation days and humidity 2000–2024) |                                              |                                              |                                              |                                              |                                              |                                              |                                              |                                              |                                              |                                              |                                              |                                              |                                              |

### 植物
受到地質、地形與氣候因素，本區植物可依特色分為海岸植物與火山植物。
- 海岸植物: 本區海岸植物都順著風勢，形成不對稱單向生長，因為沿海東北季風強風吹拂，加上土層薄鹽分高，造成特殊的海岸景觀。

- 火山植物: 因地熱及硫磺噴孔造成熱霧環境，及持續噴氣形成強酸與鈣缺乏，再加上東北季風豐沛雨量與強大風力影響。

### 動物
本區西南部分劃入國家公園，主要的動物有:
- 臺灣鼴鼠
- 家鼩
- 赤腹松鼠
- 溝鼠
- 小黃腹鼠

- 鼬獾
- 果子貍（白鼻心）
- 田鼷鼠
- 臺灣獼猴
- 臺灣大蹄鼻蝠
- 松雀鷹

- 麗紋石龍子
- 印度蜓蜥
- 藍尾鴝
- 夜鷺
- 大冠鷲（蛇鵰）
- 過山刀（烏梢蛇）

### 人口
根據新北市政府民政局統計，2024年底金山區戶數約7.4千戶，人口約2萬人，區內人口最多與最少的里分別是金美里與西湖里，2024年底兩里人口分別為5,461人與168人。

## 政治

### 歷屆首長

#### 鄉長時期
| 屆次 | 姓名   | 備註 |
| ---- | ------ | ---- |
| 1    | 李龍洲 |      |
| 2    | 李龍洲 |      |
| 3    | 李龍洲 |      |
| 4    | 林國治 |      |
| 5    | 林國治 |      |
| 6    | 王其清 |      |
| 7    | 李連旺 |      |
| 8    | 李連旺 |      |
| 9    | 李國芳 |      |
| 10   | 蕭福助 |      |
| 11   | 李國芳 |      |
| 12   | 許春財 |      |
| 13   | 許春財 |      |
| 14   | 游忠義 |      |
| 15   | 許春財 |      |

#### 區長時期
| 任次 | 姓名   | 備註 |
| ---- | ------ | ---- |
| 1    | 楊志宏 |      |
| 2    | 李偉人 |      |
| 3    | 陳國欽 |      |
| 4    | 廖武輝 |      |
| 5    | 劉昌松 |      |

### 區政組織

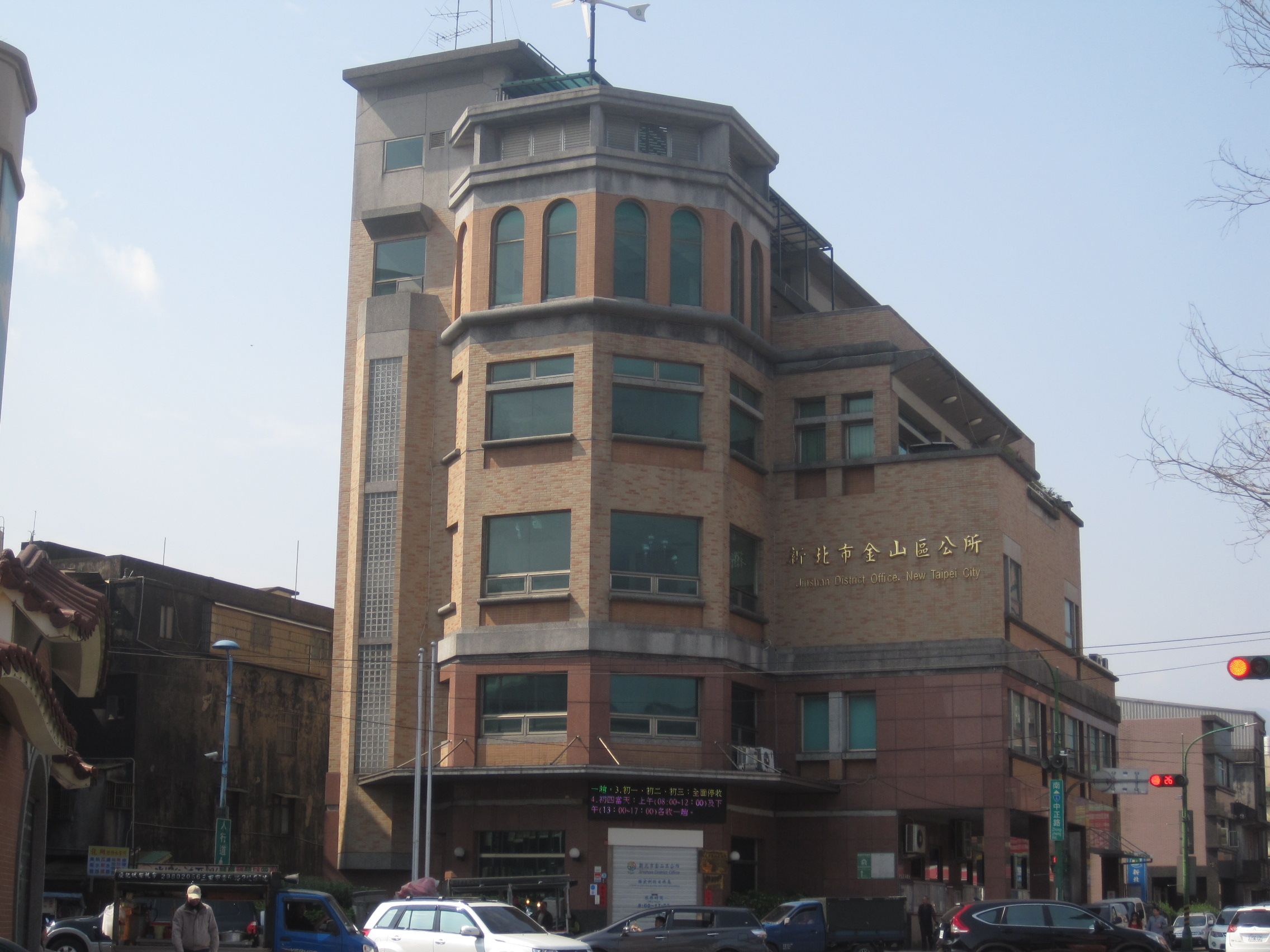
金山區公所

金山區公所是新北市政府在金山區的派出機關，在中華民國政府架構中為市政府綜理區政的執行機關，上級業務監督機關為新北市政府。区长由市長任命，其任期為無任期保障。在區長及主任秘書之下，設有4課3室等7個內部單位。

### 行政區
現今金山區行政範圍的確立，來自於1920年，日本將臺灣十二廳改為五州二廳，設金山庄屬臺北州基隆郡。金山庄轄下中股、頂中股、頂角、中角等4個大字。1946年，改為「金山鄉」，屬臺北縣基隆區。1950年，裁撤區署，金山鄉改直隸於臺北縣。2010年12月25日，臺北縣改制為直轄市，金山鄉改制為市轄區「金山區」，隸屬新北市。大同里、和平里、美田里、磺港里、豐漁里、五湖里、六股里、三界里、重和里、萬壽里、清泉里、兩湖里、西湖里、永興里、金美里等15個里，共計201鄰。

### 立法委員
- 新北市第十二選舉區：廖先翔

## 文化

### 史前遺址
- 中角遺址
  - 位於萬壽里，屬十三行文化，有方格軟陶、印紋陶、煉鐵遺跡。十三行文化起始年代至少在1800年前，且延續年代有1500年深度。
- 海尾遺址
  - 位於萬壽里、清泉里，屬舊社系統，由於貝塚長期暴露；所以遺址遭嚴重破壞。
- 龜子山遺址
  - 位於五湖里至萬里區大鵬里，屬舊社系統， 有繩紋陶片、彩陶片。
- 磞火仔

## 特色

### 金山溫泉
金山溫泉位於金山區及隔鄰的萬里區下萬里（大鵬村－萬里加投社區）境內，濱臨東海，屬於大屯火山群的火成岩溫泉。包括了中性碳酸泉、酸性硫磺泉、鹼性硫磺泉、白磺多種泉質，部分濱海的泉水含有鹽份，泉溫在攝氏45至50度間，出水口溫度達攝氏90度。1896年（明治29年）10月，金包里郵電局長紫藤靜首先在水尾港附近發現溫泉，隔年在磺溪出海口附近也發現溫泉。
1903年（明治36年）8月28日，於金包里設置台北衛戍病院附屬轉地療養所，1902年（明治45年），台北廳花費1980余圓修築浴場，1939年（昭和14年），建築基隆郡金山庄金包里溫泉州營浴場。
| 所在地           | 種類   | 溫度  | 酸鹼性 | 地層   |
| 焿子坪           | 硫磺泉 | 57    | 酸性   | 火山岩 |
| 頂中股三重橋     | 硫磺泉 | 高熱  | 酸性   | 火山岩 |
| 頂中股磺溪內     | 硫磺泉 | 溫    | 酸性   | 火山岩 |
| 下中股磺港       | 鐵泉   | 60-80 | 酸性   | 第三系 |
| 下中股金包里溫泉 | 單純泉 | 37    | 弱鹼性 | 第三系 |

### 金山八景
- 八煙望洋
- 竹峰吐霧
- 磺港漁火(磺仔火捕魚)
- 燭台雙峙

- 水尾泛月
- 跳石銀瀾
- 磺嘴吼煙
- 龜島曉日

## 公共設施
- 新北市立圖書館金山分館
- 警政：新北市政府警察局在金山區設有金山分局，並下轄中角、金山、重光等三個派出所，與獨立設置金山交通分隊。
- 消防：新北市政府消防局在金山設有金山分隊，隸屬於管理市內東北區域各區的第六大隊之下。
- 醫療：臺大醫院金山分院

## 教育

### 高級中等學校
- 新北市立金山高級中學

### 國民小學
- 新北市金山區金山國民小學
- 新北市金山區中角國民小學 （页面存档备份，存于）
- 新北市金山區三和國民小學 （页面存档备份，存于）
- 新北市金山區金美國民小學 （页面存档备份，存于）

### 佛學院
- 法鼓文理學院（原 法鼓佛教學院）
- 法鼓山僧伽大學

## 交通

### 道路
- 台2線：北部濱海公路 (淡金公路、基金公路)。
  - 台2甲：陽金公路。
- 北22線：三界壇路。
  - 北22-1線：三界壇路。
- 北23線
  - 北23-1線
- 北24線：磺港路。
- 北25線：三和路。
- 北27線：礦山產業道路。

### 交通相關企業
- 皇家客運

## 旅遊
- 法鼓山世界佛教育教園區
- 救國團金山青年活動中心
- 金包里老街
- 金包里慈護宮
- 金包里廣安宮
- 金包里三界壇聖德宮
- 金山武英殿
- 金山海濱公園
- 跳石海岸
- 陽明山國家公園

- 燭臺雙峙 - 燭臺嶼
- 朱銘美術館
- 中角中角灣：是北海岸頗受歡迎的衝浪活動場地
- 筠園（鄧麗君紀念公園）：位在金寶山墓園內
- 魚路古道
- 楓林瀑布
- 嵩山觀景
- 舊金山總督溫泉
- 阿里磅瀑布
- 獅頭山公園

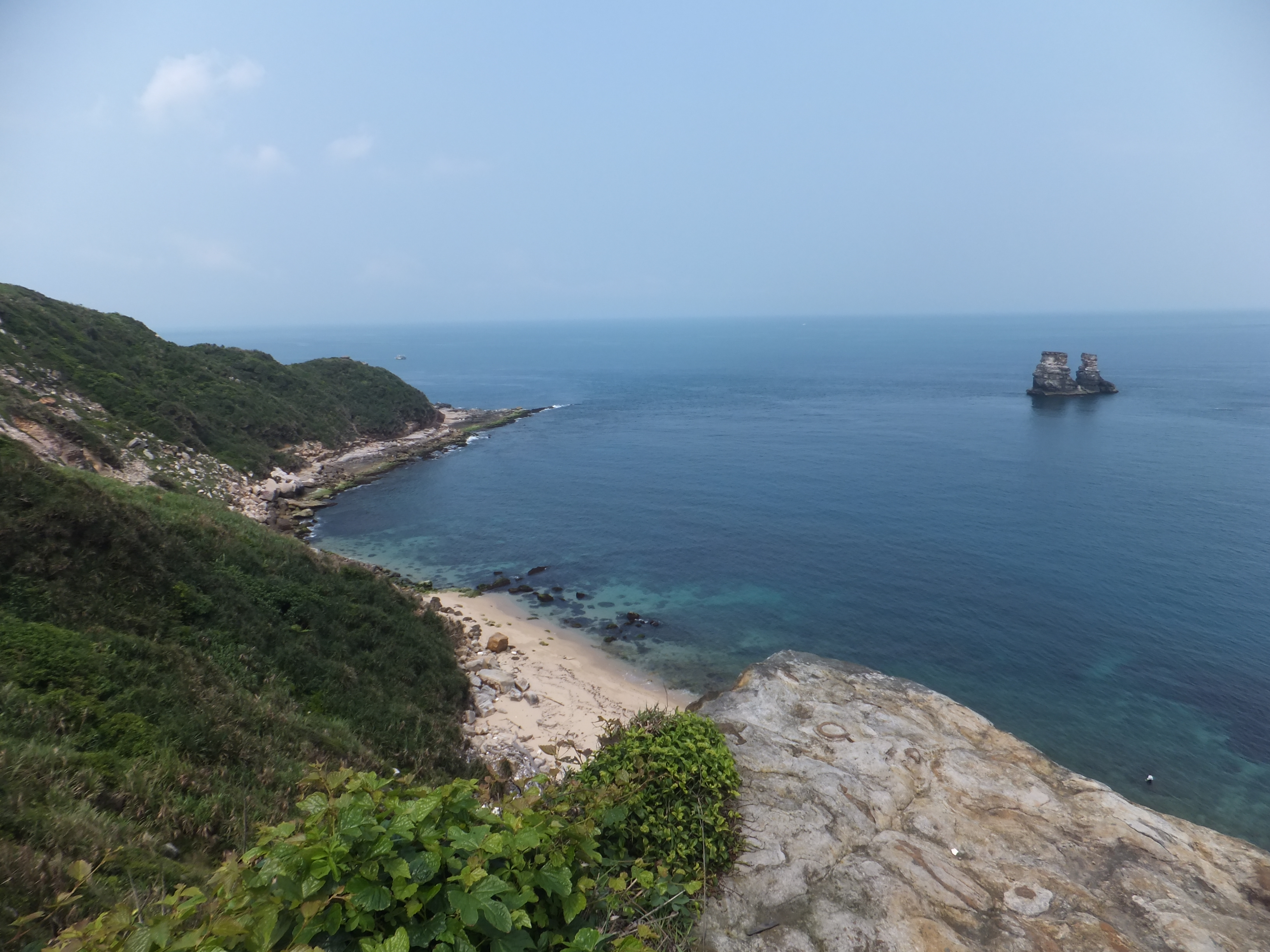
燭臺雙嶼遠景
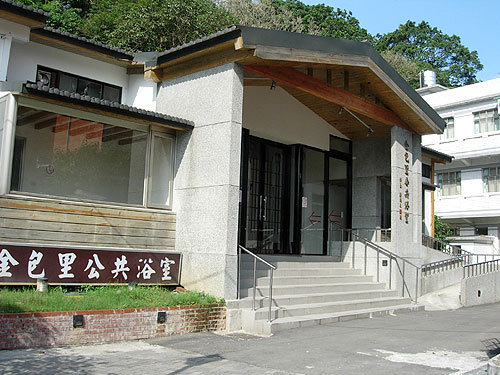
位於金山老街底的金包里公共浴室
金山三界壇分校大正四年御大禮記念樹碑
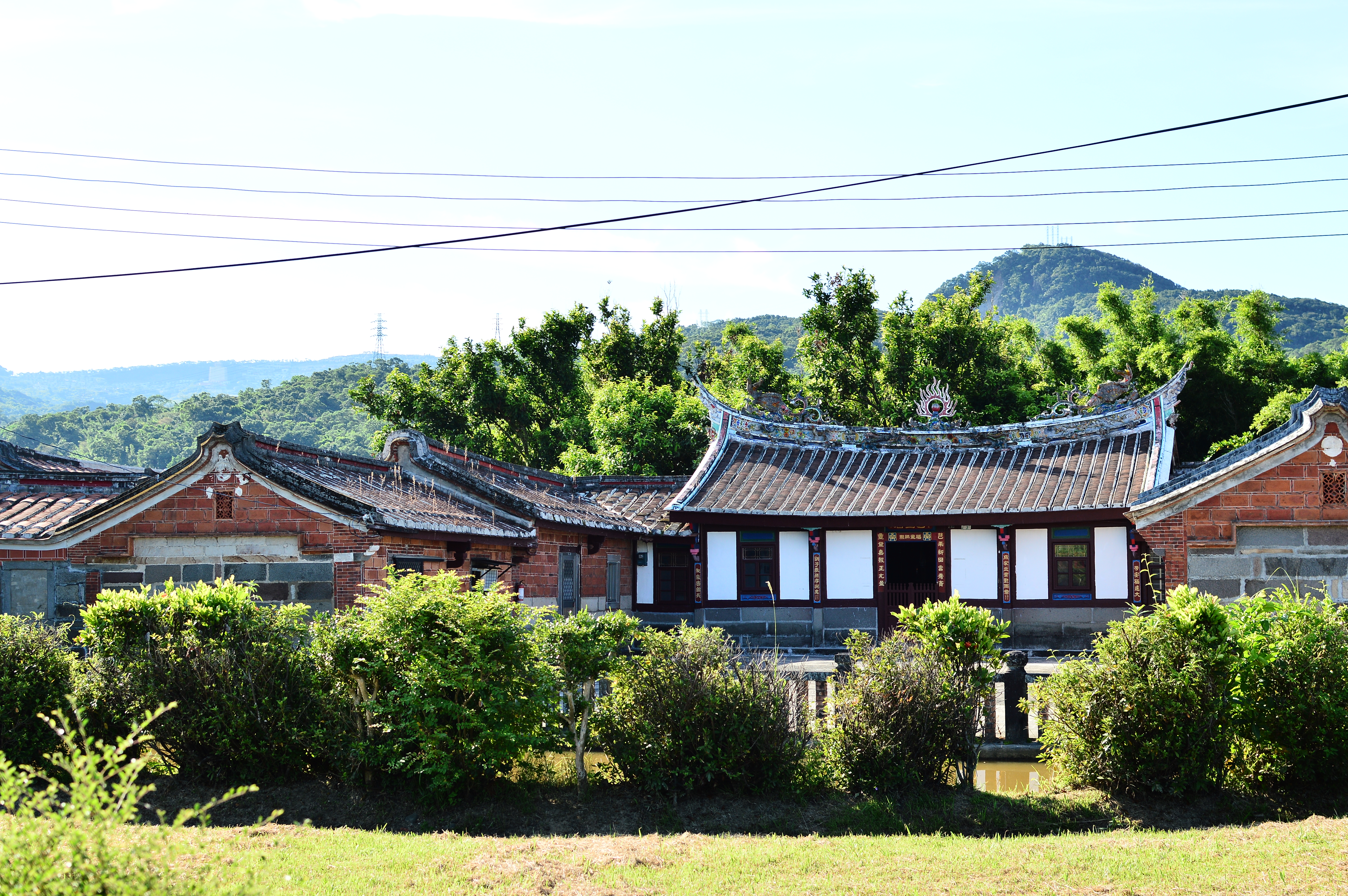
金山古厝芑豐居

## 名產
- 地瓜
- 全國最大杜鵑花產地
- 芋頭
- 茭白筍
- 金山老街廟口 - 鴨肉

## 外部連結
- 金山區公所 （页面存档备份，存于）
- 金山區戶政事務所 （页面存档备份，存于）
- 金山區衛生所 （页面存档备份，存于）